# ごえんがあるよ

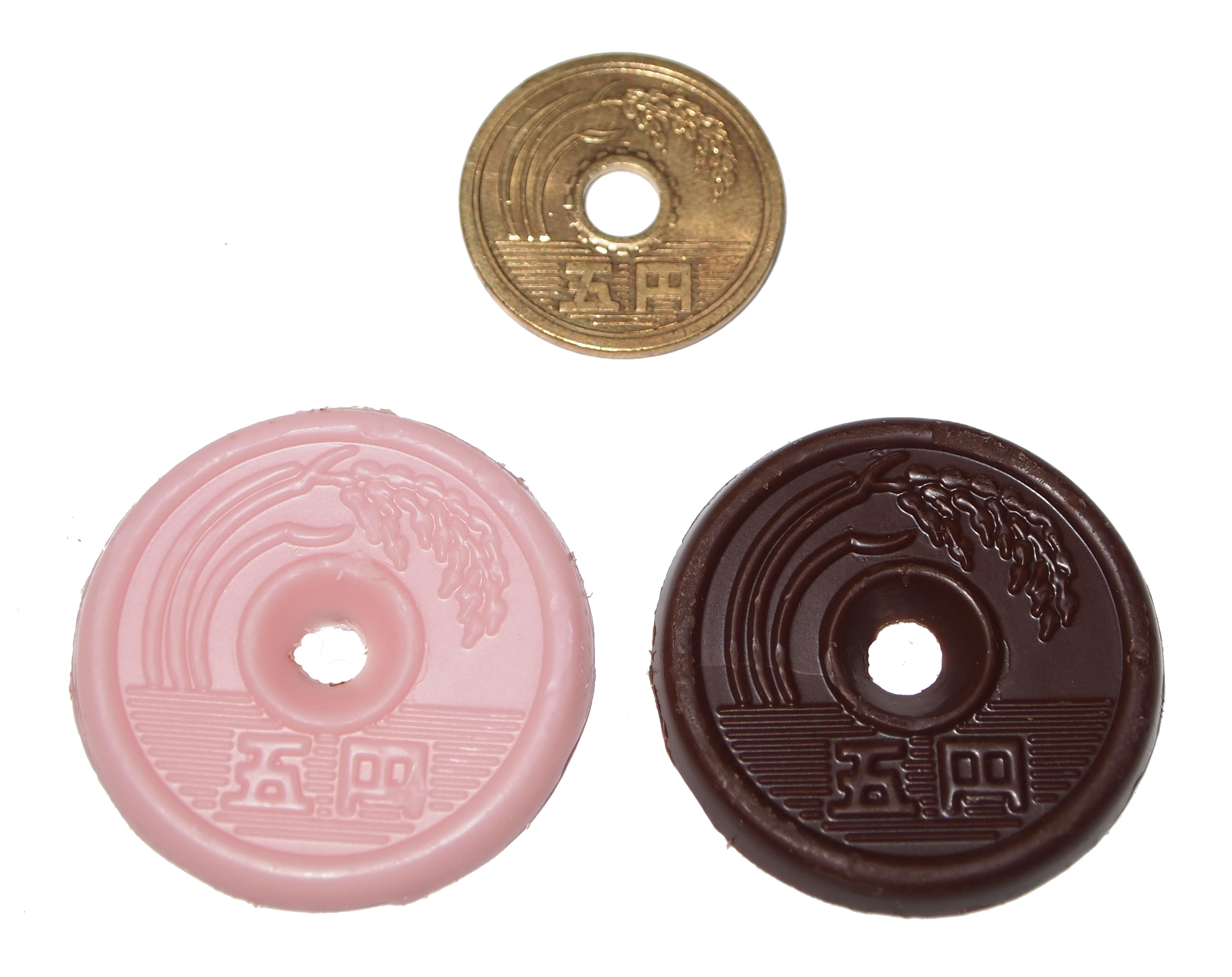
ごえんがあるよと五円硬貨

『ごえんがあるよ』は、五円硬貨を形取ったチョコレート。1984年に松尾製菓株式会社が製造し、チロルチョコ株式会社から発売。「5円チョコ」の愛称で親しまれている。実際に五円硬貨1枚で買える日本で一番安い菓子であるが、2007年から2024年3月3日までの一時期は一部の駄菓子屋を除き、5円の単品売りはしていなかった。大判型の「めざせまるきん」もある。

## 概要
薄型チョコレートにしているため、パリパリした食感で滑らかな口解けの一口サイズのミルクチョコレート。稲穂の数から横線の数まで本物の五円玉とそっくりな形状で作られている。
大きさは（厚さ：約3mm、直径：約32mm）と実際の五円玉に比べると倍以上の大きさである。
味の種類は、かつてはホワイトチョコとストロベリー味があったが、現在はミルクチョコ味のみ販売している。
松尾製菓のヒット商品である、チロルチョコの販売価格が1個10円（駄菓子屋売りの場合）であることから、2代目社長の松尾喜宣が「さらに安いチョコを作ろう」と発案した。2007年までは実際に1つ5円で単品売りされていたが、駄菓子屋が減少している影響でばら売りだと利益が出せないため、2007年にばら売りを禁止してパックなどで纏められた物が100～200円程度で販売されるようになっていたが、2024年3月4日に単品販売が復活した。ただし、一部の駄菓子屋ではまとめ売りのみの時代でも納品された物をバラして1つ5円での販売を続けていた。

## キャラクター
パッケージには、茶色のバック地に五円玉に手足をつけたキャラクターが描かれている。五円玉が手袋をしてスニーカーを履き、頭頂部に目玉、穴の部分が口になっている。キャラクター自体には名前が無い。販売元のチロルチョコ株式会社のホームページでは「残念ながら名前はありませんが、さながら『ごえん君』といったところでしょうか」といった紹介をしている。

## パッケージ
パッケージの表面には「ごえん君」がさまざまな表情のポーズをとっている。種類は5種。中面には「おもしろ占い」が表記されていてバリエーションの数は約80種類にもなる。ダジャレ系のモノが多数。
- 例：「とうもろこしが見えます。コーン難が待ち構えますが、どコーン性で立ち向かいましょう」などなど。

発売されてから5年後にパッケージのデザインが新しくリニューアルされた。

### 占いの種類
- 前世占い
- ラッキーカラー占い
- 宇宙人占い
- 恋姫・恋おつげ
- 犬占い
- メルヘン診断室
- ネズミの「チューい報」
- 校長占い
- 元気予報　など

### 関連商品
- 10連になった『吊り下げタイプ』
- 20枚くらいがパックになった『大袋タイプ』
- 2006年2月、期間限定で受験生用に絵馬のカタチをした箱にたっぷりの『ごえんがあるよ』を詰めた『合格にごえんがあるよ』を発売。絵馬の箱の裏側には自分の志望校を書けるようになっている。
- 2009年9月、ホワイトチョコとミルクチョコが1個ずつ入った小袋をいくつか大袋にまとめた『Wごえん（ダブルごえん）』を発売。
- 2011年9月5日、チョコの裏側にビスケットをつけた『ごえんチョコプラスビス』を発売[5]。
- 2011年12月5日、個包装の内側におみくじ占いが記載されている商品を箱詰めした『おみくじごえん』を発売[6]。「大凶」が出ると本物の五円玉入りのお守りをもれなくもらえるというキャンペーンも行っていた[3]。
- 2016年5月9日、ドミニカ産ビーンズを使ったミルクチョコにブランデーの粉末酒を入れた『大人のごえん（ブランデー味）』を発売。アルコール分は1.8%[7]。
- 2018年9月3日、約300個のチョコを1つの特大パッケージに詰めた『メガごえん』を発売[8]。
- 2020年より、干支にちなんだ商品が発売されている。
  - 2020年12月21日、2021年の干支の「丑」にちなんだ『丑年にごえんがあるよ』を発売。ホワイトチョコとビターチョコを混合している[9]。
  - 2021年12月19日、2022年の干支の「寅」にちなんだ『寅年にごえんがあるよ』を発売。ミルクチョコとバナナ風味チョコを混合している[10]。
  - 2022年12月13日、2023年の干支の「卯」にちなんだ『卯年にごえんがあるよ』を発売。ホワイトチョコとイチゴ風味チョコを混合している[11]。

## 夏休み
- チロルチョコ株式会社のホームページでは『ごえんがあるよ』は「夏季お休み」となっている。

## 近似した商品
- 『ごえんがあるよ』のようなお金をモチーフにした商品は、この他にも福助製菓から出ている五十円硬貨の形状をした『おとくでっせチョコ』、五百円硬貨の形状をした『おとくラムネ』などがある。
- 両商品ともにパッケージには金券が当たる仕組みになっており、10円・20円・50円・100円の金券がある。当たると商品を購入した店でのみ、それぞれ当たった金額分の買い物が出来る。

「ごえんがあるよ」と同じチロルチョコから発売された商品には、1985年発売の五十円硬貨の形状をした「めざせまるきんチョコ」がある。2009年には「めざせまるきんトトカルチョコ」を発売した。